# Phasicnecus monteironis
Phasicnecus monteironis är en fjärilsart som beskrevs av Rothschild 1917. Phasicnecus monteironis ingår i släktet Phasicnecus och familjen Eupterotidae. Inga underarter finns listade i Catalogue of Life.